# تیستو (نمایشنامه)
تیستو اثری از محمد چرمشیر است که در سال ۱۳۹۶ توسط انتشارات نیلا چاپ شده‌است. در این کتاب دو نمایشنامه که نام یکی از آن‌ها عنوان کتاب است، و دیگری تن‌تن و راز قصر مونداس نام دارد. تیستو روایتی از قصه تیستوی سبزانگشتی نوشته موریس دروئون است و چرم‌شیر آن را به لیلی گلستان تقدیم کرده‌ست که «ما را با تیستو آشنا کرد.» نمایشنامه دوم، تن‌تن و راز قصر مونداس نیز براساس شخصیتی نوشته شده که ژرژ رمی (هرژه) آن را خلق کرده‌است.

## تیستو
روحِ قصه تیستو در بازخوانی چرم‌شیر به‌وضوح حضور دارد و به‌خصوص در دیالوگ‌هایی بین ژیمناستیک (اسب سیرک) و تیستو این وجه آشنا بیشتر به‌چشم می‌آید.
تیستو: از همین می‌ترسم. می‌ترسم از این‌که حرف‌های همدیگه رو نفهمیم… ما بزرگ می‌شیم. من از بزرگ‌شدن می‌ترسم… من نمی‌خوام بچگیم رو فراموش کنم.
نمایشنامه از «تاریکی» آغاز می‌شود و یک صدا.
صدای ژیمناستیک: من تو زندگیم با هیچ بچه‌ای به زبونِ بچه‌گونه حرف نزده‌م، چون هیچ‌وقت نتونسته‌م فراموش کنم وقتی بچه بودم، چه‌قدر ناراحت می‌شدم از این‌که یه نفر با زبونِ من‌درآوردی بچه‌ها باهام حرف بزنه. یه بچه چه‌جوری باید اون حرف‌ها رو می‌فهمید… همیشه بیزار بودم از این شکل حرف‌زدن، هنوزم هستم. هیچ‌وقت دلم نخواسته بچه‌ها رو دست‌کم بگیرم. من به بچه‌ها ایمان دارم… باید همین‌جا یه اعتراف بکنم. اگه به خودم باشه، دلم نمی‌خواد هیچ‌وقت هیچ بچه‌ای بزرگ بشه. من از بزرگ‌شدن بچه‌ها می‌ترسم، چون خوب فهمیده‌م تمام سال‌های کودکی به امید معجزهٔ بزرگ‌شدن می‌گذره، اما وقتی بچه‌ای بزرگ می‌شه، زود یادش می‌ره دلش می‌خواسته چه کارهایی بکنه.
ژیمناستیک، بعد از این مقدمه قصه بهترین دوستش را تعریف می‌کند که برخلاف غالب آدم‌ها نخواست یک آدم‌بزرگ بشود.
شاید هزار سال پیش، شاید صد سال پیش یا شاید همین امسال یا همین دیروز، توی یه شهر واقعی یا شایدم توی یه شهر خیالی، قصه دوست من شروع می‌شه.
آخرسر هم تیستو همان دوستی که نمی‌خواست بزرگ بشود، از ترس بزرگ‌شدن رفت و میان ابرها گم شد. سال‌ها از آن روز گذشته و حالا راوی قصه می‌گوید هنوز وقتی این قصه را تعریف می‌کنم، همین که به آخرش می‌رسم فقط یک جمله را تکرار می‌کنم «تیستو، دوست من یه بچه بود. بچه‌ای که نمی‌خواست هیچ‌وقت بزرگ بشه.»
نمایشنامه تیستو بارها در سالن‌ها مختلف به اجرا درآمده‌است.

## تن‌تن و راز قصر مونداس
نمایشنامه تن‌تن و رازِ قصرِ مونداس دو پرده دارد و با حضور شخصیت مشهور، کاپیتان هادوک آغاز می‌شود:
«کاپیتان هادوک که یک کیسه آب سرد بر سر خود گذاشته، با چشم‌های بسته روی مبل خوابیده‌است…»
نمایشنامه که آغاز می‌شود بحث بر سر صداهایی است که هادوک می‌شنود و دیگران نه. صدای اپرا و بعد صدای یک انفجار… تن‌تن، میلو، کاپیتان هادوک، برونوی، نستور و دیگر شخصیت‌های معروف ژرژ رمی نیز به‌تدریج سروکله‌شان پیدا می‌شود.
آروند دشت‌آرای که کارگردانی تن‌تن و راز قصر مونداس را در کارنامه خود دارد، با اشاره به این‌که این نمایش بر اساس داستان مصور «ماجراهای تن‌تن» که یکی از مشهورترین داستان‌های کمیک‌استریپ است و توسط محمد چرمشیر نوشته شده، عنوان کرد: «در این نمایش یک بازخوانی نسبت به اثر صورت گرفته و داستان جدید خلق شده اما شخصیت‌های قصه حفظ شده‌اند.» در این نمایش به کارگردانی دشت‌آرای بازیگرانی مانند حسن معجونی، طناز طباطبایی، محسن حسینی، سحر دولت‌شاهی، سعید چنگیزیان، اشکان جنابی حضور داشتند. تن‌تن و راز قصر مونداس نیز بارها در سالن‌های تئاتر روی صحنه رفته‌است.

## بازیگران
| تیستو                 | ۴ بازیگر زن و ۱۱ بازیگر مرد و ۱۳ بازیگر در نفش‌های خاک و گلدان و ستاره و موش و مرغ |
| تن‌تن و راز قصر مونداس | ۴ بازیگر زن و ۱۵ بازیگر مرد و ۱ بازیگر در نقش طوطی                                |